# حركة الوحدة الشعبية
حركة الوحدة الشعبية، حركة سياسية تونسية، تأسست في ماي/أيار 1973 من قبل الوزير السابق أحمد بن صالح كحركة معارضة لنظام الرئيس الحبيب بورقيبة والحزب الاشتراكي الدستوري، الحزب الواحد آنذاك. تبنت الحركة النهج الاشتراكي وقدمت نفسها كامتداد لنضال النقابيين محمد علي الحامي وفرحات حشاد. في مارس 1977 ألقت قوات الأمن القبض على أكثر من ثلاثين من مناضليها وحوكموا بتهم تتعلق بالمس بأمن الدولة. في نهاية السبعينات انشقت عنها مجموعة ما لبث أن أسست حزبا جديدا سمي على أعمدة الصحف حركة الوحدة الشعبية 2 ثم اعترف بها ومنحت التأشيرة تحت اسم حزب الوحدة الشعبية في 19 نوفمبر 1983. ورغم إزاحة الحبيب بورقيبة عن السلطة سنة 1987، لم يقع الاعتراف بالحركة من طرف السلطات التونسية. في 20 أفريل 1990 دخلت الحركة في تحالف سياسي مع حركة الديمقراطيين الاشتراكيين والحزب الشيوعي التونسي إلا أنه لم يدم طويلا مع مغادرة بن صالح البلاد في اتجاه المنفى في سبتمبر 1990، لتعلن الحركة بعدها عن حل نفسها. ورغم عودة بن صالح إلى تونس منذ عام 2000 لم تعاود الحركة نشاطها إلا بعد الثورة التونسية.